# Parecis (Rondônia)
Parecis is een gemeente in de Braziliaanse deelstaat Rondônia. De gemeente telt 4.802 inwoners (schatting 2009).
De gemeente grenst aan Primavera de Rondônia, Santa Luzia d'Oeste, São Felipe d'Oeste, Pimenta Bueno, Chupinguaia, Alto Alegre dos Parecis en Pimenteiras do Oeste.